# Duales Studium
Als duales Studium wird in Anlehnung an das duale Ausbildungssystem ein Hochschulstudium mit fest integrierten Praxiseinsätzen in Unternehmen bezeichnet. Von „klassischen“ Studiengängen unterscheidet es sich durch einen höheren Praxisbezug, der abhängig von Studiengang und Hochschule variiert.
Der Vorteil eines solchen Studiums ist das Erlangen zweier anerkannter Abschlüsse in sehr kurzer Zeit, da beide parallel absolviert werden. Meist wird die Gesamtdauer der einzelnen Fachgebiete noch zusätzlich verkürzt, etwa durch Verlängerung der üblichen Vorlesungszeiten pro Woche. So ist es teilweise möglich, ein Bachelorstudium plus Auslandssemester und eine Berufsausbildung inklusive Praxis in nur dreieinhalb Jahren zu absolvieren. Natürlich steigt dadurch auch die Belastung der Studierenden. Kombiniert werden gewöhnlich beruflich miteinander kombinierbare Fachgebiete, etwa ein Bachelor in Betriebswirtschaftslehre in Verbindung mit einem Berufsabschluss im kaufmännischen Bereich.

## Geschichte
In den 1970er-Jahren wurden auf Basis des Stuttgarter Modells, das eine akademische Ausbildung mit paralleler Praxiserfahrung kombiniert, in Baden-Württemberg mit den Berufsakademien (BA) erste Bildungseinrichtungen gegründet, die ein duales akademisches Ausbildungskonzept hatten. Diese Berufsakademien wurden 2009 zur Dualen Hochschulen Baden-Württemberg (DHBW) umgewandelt. Vorbild hierfür waren die US-amerikanischen State Colleges.  Zentrale Ursachen für die Einführung des Dualen Studiums waren Fachkräftemangel der Wirtschaft, gestiegene Abiturientenzahlen während der 1970er Jahre und Kritik an fehlenden Praxisbezügen akademischer Studienangebote.
Anfangs waren die staatlichen Abschlüsse der Berufsakademien den akademischen Abschlüssen noch nicht gleichgestellt. Das änderte sich mit einem Beschluss der Kultusminister 1995, der BA-Absolventen denen von Fachhochschulen gleichstellte. Mit der Umwandlung zur DHBW wurden auch die Abschlüsse dem Bologna-Konzept angeglichen und fortan akademische Grade vergeben. Andere staatliche Berufsakademien strebten daher ebenfalls eine Umwandlung in eine Duale Hochschule an, zum Beispiel die Duale Hochschule Gera-Eisenach (2016) oder die Duale Hochschule Sachsen (2025). In den 1990er-Jahren wurden weitere Hochschulen gegründet, die ein ausschließlich duales Konzept hatten, etwa die Nordakademie, die Fachhochschule der Wirtschaft oder die Steinbeis-Hochschule Berlin. Gleichzeitig kamen an konventionellen Hochschulen immer mehr duale und berufsbegleitende Studiengänge zum Programm hinzu.
Die Entwicklung dualer Studienprogramme erfolgte vor allem im deutschsprachigen Raum, allerdings existieren vergleichbare Modelle auch in Frankreich, Spanien und im angelsächsischen Raum.

## Definition
Für den Begriff duales Studium (auch dualer Studiengang oder kooperativer Studiengang) gibt es noch keine einheitliche Definition. Trotzdem hat sich in Wissenschaft und Praxis über die Jahre hinweg eine schärfere Definition entwickelt, die immer mehr an Akzeptanz gewinnt. Diese hilft, das duale Studium besser von einem klassischen Studium und einer Berufsausbildung zu unterscheiden.
In der Praxis wird ein duales Studium regelmäßig als aufeinander abgestimmte Kombination von theoretisch ausgerichtetem Studium und Praxiseinsätzen in einem Unternehmen oder einer ähnlichen Organisation bezeichnet. Die wesentlichen Merkmale eines dualen Studiums sind:
- Studium: Im Studium werden an einer Hochschule oder Berufsakademie theoretische Kenntnisse vermittelt. Das Studium ist der theoretische Schwerpunkt des dualen Studiums, bei dem die Ansprüche deutlich höher als in einer Berufsausbildung sind.
- Praxispartner: Der Praxispartner kann ein Unternehmen, eine soziale Organisation oder eine staatliche Einrichtung sein. Der duale Student arbeitet dort, wird dort in der Praxis ausgebildet und bekommt meist noch ein festes Gehalt vom Praxispartner gezahlt.
- Verknüpfung zwischen Theorie und Praxis: Theorie und Praxis sind im dualen Studium eine Einheit und inhaltlich, organisatorisch und zeitlich aufeinander abgestimmt. Im Gegensatz zu Praktika in einem normalen Studium, sind die Praxiseinsätze während des dualen Studiums Teil eines einzigen umfassenden Ausbildungskonzeptes.

Nach dem Wissenschaftsrat der Bundesrepublik Deutschland handelt es sich bei einem Studium dann um ein duales Studium, wenn zwei Bedingungen erfüllt sind:
- Dualität: Die beiden Lernorte, Hochschule und Unternehmen, sind aufeinander abgestimmt. Dafür muss die Ausbildung an beiden Lernorten organisatorisch koordiniert sein. Inhaltlich müssen Studium und Aufgaben im Unternehmen zueinander in Verbindung stehen. Danach ist ein berufsbegleitendes Studium ohne einen inhaltlichen oder organisatorischen Bezug zum Beruf kein duales Studium.
- Wissenschaftlichkeit des Studiums: Damit man von „Studium“ sprechen darf, muss ein duales Studium ein wissenschaftsbezogenes Ausbildungsformat sein und den Vorgaben der Kultusministerkonferenz zur Bildung im tertiären Bereich vom 15. Oktober 2004 entsprechen. Es wird empfohlen, dass die Lernzeit des dualen Studenten mindestens zur Hälfte an der Hochschule oder Berufsakademie verbracht werden soll.

## Typen
Der Wissenschaftsrat der Bundesrepublik Deutschland teilt die dualen Studienangebote in Deutschland anhand der Gestaltung des Studienabschnitts (Erstausbildung oder Weiterbildung sowie mit Berufsausbildung oder mit Praxisanteilen) und der Beziehung der Lernorte zueinander (verzahnt oder parallel) wie folgt ein (englischsprachige Bezeichnung in Klammern):
- Ausbildungsbegleitende Studiengänge (Vocational Training Attendant Learning Programs)
- Ausbildungsintegrierende Studiengänge (Vocational Training Integrated Learning Programs)
- Berufsbegleitende Studiengänge (Job Attendant Learning Programs)
- Berufsintegrierende Studiengänge (Job Integrated Learning Programs)
- Praxisbegleitende Studiengänge (Work Attendant Learning Programs)
- Praxisintegrierende Studiengänge (Work Integrated Learning Programs)

Im englischsprachigen Ausland werden die dualen Studiengänge dem Oberbegriff Cooperative education zugeordnet.

## Sozialversicherungen
Fraglich war, ob es sich bei einem dualen Studium um ein sozialversicherungspflichtiges Beschäftigungsverhältnis handelte oder Versicherungspflicht in der studentischen Pflichtversicherung besteht. Das Bundessozialgericht hat im Dezember 2009 in einer Grundsatzentscheidung Differenzierungen getroffen, die der Gesetzgeber durch das Vierte Gesetz zur Änderung des Vierten Buches Sozialgesetzbuch zum 1. Januar 2012 revidiert hat: Alle Teilnehmer an allen Formen von dualen Studiengängen sind sozialversicherungsrechtlich einheitlich und so zu behandeln wie die zur Berufsausbildung Beschäftigten. Sie sind damit unter anderem versicherungspflichtig in der gesetzlichen Krankenversicherung und Pflegeversicherung. Dies gilt während der gesamten Dauer des Studienganges, das heißt sowohl während der Praxisphasen als auch während der Studienphasen.

## Prognose
Mehrere Statistiken und Studien besagen, dass die Anzahl der Azubis bis 2025 sinken werde. Diese Informationen werden Jahr für Jahr bestätigt, da viele Ausbildungsplätze nicht besetzt werden. Allein im Jahr 2013 waren 33.000 Lehrstellen unbesetzt.

## Triales Studium
Seit 2015 gibt es an ausgewählten Hochschulen, wie der Hochschule Niederrhein, das Triale Studium, das Lehre, Meisterbrief und einen Bachelor in Betriebswirtschaftslehre kombiniert. Das Programm dauert fünf Jahre und verlangt von den Teilnehmern wegen der großen Arbeitsbelastung eine Sechstagewoche.